# BioSystems
BioSystems is een internationaal wetenschappelijk tijdschrift dat door Elsevier (Amsterdam) wordt uitgegeven. In BioSystems worden onderzoeksartikelen, Short Communications en overzichtsartikelen gepubliceerd. Alle voorgelegde manuscripten worden door experts beoordeeld. Het tijdschrift verschijnt één tot twee keer per maand. De huidige impactfactor (2017) bedraagt 1,619 en de impactfactor over vijf jaar 1,460.

## Thematiek
Het tijdschrift heeft een interdisciplinaire thematiek die de vakgebieden biologie, evolutietheorie en informatica bestrijkt. Voorbeelden van onderzoek dat op de grensvlakken van deze vakgebieden worden uitgevoerd zijn vragen naar de principes van biologische informatieverwerking, de computersimulatie van complexe biologische systemen, modellen van in-silico evolutie, de toepassing van biologische principes op het ontwerp van nieuwe algoritmen en computers, en de ontwikkeling van nieuwe biologische materialen. Het tijdschrift publiceert ook themanummers over nieuwe onderwerpen of nieuwe visies op bestaande onderwerpen.

## Geschiedenis
Het tijdschrif BioSystems werd in maart 1967 onder de titel Currents in Modern Biology door Robert G. Grenell opgericht. In 1972 werd de titel in Currents in Modern Biology: Bio Systems veranderd, later afgekort tot BioSystems. Onder de voormalige (hoofd)redacteuren bevinden zich Alan W. Schwartz, Sidney W. Fox, Michael Conrad, Lynn Margulis, David B. Fogel en Gary B. Fogel. De sinds 2012 gebruikte illustratie op de titelpagina is door Margit Leitner (Jena) ontworpen.

## Redactiecommissie
Op dit moment bestaat de redactiecommissie uit Abir Igamberdiev (hoofdredacteur) (Memorial University of Newfoundland, St. John’s), Gary B. Fogel (Natural Selection, Inc., San Diego), Koichiro Matsuno (Nagaoka University of Technology), Stefan Schuster (Friedrich-Schiller-Universität Jena) en Hidde de Jong (INRIA, Grenoble) (redacteur voor overzichtartikelen).